# Laure Calamy
Laure Isabelle Calamy, född 9 oktober 1975 i Orléans, Centre-Val de Loire, är en fransk skådespelerska.

## Utmärkelser
Calamy har bland annat vunnit Césarpriset för bästa kvinnliga huvudroll 2021.

## Roller i urval
- 2013 – Kärlek och brott
- 2015–2020 – Ring min agent! (TV-serie)
- 2017 – 50 vårar
- 2017 – Ava
- 2018 – Den milde smerte
- 2018 – När livet vänder
- 2020 – Antoinette dans les Cévennes
- 2021 – Heltid
- 2024 – The Confidante (TV-serie)